# Georg Haccius (Jurist)

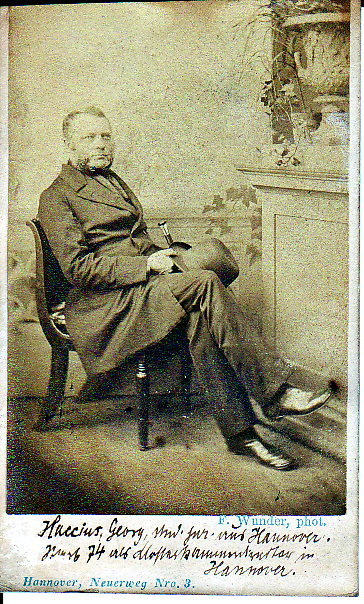
Georg Haccius im Atelier von Friedrich Wunder

Heinrich Christian Georg Haccius (* 16. November 1811 in Hannover; † 22. April 1874 ebenda) war ein deutscher Verwaltungsjurist und Präsident der Klosterkammer Hannover.

## Leben
Georg Haccius studierte ab 1831 Rechtswissenschaft an der Ruprecht-Karls-Universität und ab 1832 an der Georg-August-Universität. Er war Mitglied der Corps Guestphalia Heidelberg und Hannovera. Nach Abschluss seiner Ausbildung trat er in den Staatsdienst des Königreichs Hannover und war zunächst von 1838 bis 1849 als Amtsassessor beim Stadtgericht Sankt Andreasberg tätig. Von 1850 bis 1851 war er Ministerialreferent im Ministerium für Finanzen und Handel in Hannover. 1852 wurde er zum Finanzrat befördert. Für die Zeit von 1855 bis 1857 wechselte Haccius als Regierungsrat in das Innenministerium, von wo aus er 1858–61 als Regierungsrat zur Klosterkammer Hannover ging. 1862 erfolgte seine Beförderung zum Oberklosterrat und am 26. Mai 1865 wurde er zum Präsidenten dieser Sonderbehörde bestellt, die heute noch für das Land Niedersachsen als Stiftungsorgan Stiftungen verwaltet.